# تصفيات كأس العالم 2002 – إفريقيا المرحلة الأولى
تألفت المرحلة الأولى من التصفيات الأفريقية المؤهلة إلى كأس العالم لكرة القدم 2002 من 50 منتخباً عضو في الاتحاد الأفريقي لكرة القدم.
تم تقسيم المنتخبات ال50 إلى 5 مجموعات تتكون كل منها من 10 منتخبات. في كل مجموعة، تم فرز المنتخبات العشرة لخوض مباراتي خروج مغلوب على أساس الذهاب والإياب. وتأهل الفائزون إلى المرحلة النهائية.

## المجموعة أ
| الفريق الأول | إجم. | الفريق الثاني | مباراة الذهاب | مباراة الإياب |
| ------------ | ---- | ------------- | ------------- | ------------- |
| موريتانيا    | 1–5  | تونس          | 1–2           | 0–3           |
| غينيا بيساو  | 0–3  | توغو          | 0–0           | 0–3           |
| الرأس الأخضر | 0–2  | الجزائر       | 0–0           | 0–2           |
| بنين         | 1–2  | السنغال       | 1–1           | 0–1           |
| غامبيا       | 0–3  | المغرب        | 0–1           | 0–2           |

### مباراة الذهاب
| موريتانيا   | 1–2   | تونس                       |
| ----------- | ----- | -------------------------- |
| ولد علي 87' | تقرير | الجعايدي 65' · القابسي 77' |

| غينيا بيساو | 0–0   | توغو |
| ----------- | ----- | ---- |
|             | تقرير |      |

| الرأس الأخضر | 0–0   | الجزائر |
| ------------ | ----- | ------- |
|              | تقرير |         |

| بنين        | 1–1   | السنغال   |
| ----------- | ----- | --------- |
| أكيتولا 33' | تقرير | ندياي 15' |

| غامبيا | 0–1   | المغرب       |
| ------ | ----- | ------------ |
|        | تقرير | المباركي 63' |

### مباراة الإياب
| تونس                                          | 3–0   | موريتانيا |
| --------------------------------------------- | ----- | --------- |
| سيديبي 16' (ه.ذ.) · الجزيري 25' · المهذبي 49' | تقرير |           |

فازت تونس 5–1 بالنتيجة الإجمالية
| توغو                                  | 3–0   | غينيا بيساو |
| ------------------------------------- | ----- | ----------- |
| ساليفو 44' · كوكو 65' · دوفي-آكون 87' | تقرير |             |

فازت توغو 3–0 بالنتيجة الإجمالية
| الجزائر               | 2–0   | الرأس الأخضر |
| --------------------- | ----- | ------------ |
| بورحلي 7' · صايفي 12' | تقرير |              |

فازت الجزائر 2–0 بالنتيجة الإجمالية
| السنغال | 1–0   | بنين |
| ------- | ----- | ---- |
| با 63'  | تقرير |      |

فازت السنغال 2–1 بالنتيجة الإجمالية
| المغرب           | 2–0   | غامبيا |
| ---------------- | ----- | ------ |
| الخطاري 17'، 31' | تقرير |        |

فازت المغرب 3–0 بالنتيجة الإجمالية

## المجموعة ب
| الفريق الأول | إجم.    | الفريق الثاني | مباراة الذهاب | مباراة الإياب |
| ------------ | ------- | ------------- | ------------- | ------------- |
| مدغشقر       | 2–1     | الغابون       | 2–0           | 0–1           |
| بوتسوانا     | 0–2     | زامبيا        | 0–1           | 0–1           |
| إسواتيني     | 1–8     | أنغولا        | 0–1           | 1–7           |
| ليسوتو       | 0–3     | جنوب إفريقيا  | 0–1           | 0–2           |
| السودان      | 2–2 (خ) | موزمبيق       | 1–0           | 1–2           |

### مباراة الذهاب
| مدغشقر                | 2–0   | الغابون |
| --------------------- | ----- | ------- |
| راندريانايفو 37'، 65' | تقرير |         |

| بوتسوانا | 0–1   | زامبيا   |
| -------- | ----- | -------- |
|          | تقرير | لوتا 40' |

| إسواتيني | 0–1   | أنغولا    |
| -------- | ----- | --------- |
|          | تقرير | إدسون 55' |

| ليسوتو | 0–2   | جنوب إفريقيا          |
| ------ | ----- | --------------------- |
|        | تقرير | بارتلت 40' · بولي 71' |

| السودان  | 1–0   | موزمبيق |
| -------- | ----- | ------- |
| الدود 8' | تقرير |         |

### مباراة الإياب
| الغابون   | 1–0   | مدغشقر |
| --------- | ----- | ------ |
| كوزين 41' | تقرير |        |

فازت مدغشقر 2–1 بالنتيجة الإجمالية
| زامبيا      | 1–0   | بوتسوانا |
| ----------- | ----- | -------- |
| ميلانزي 83' | تقرير |          |

فازت زامبيا 2–0 بالنتيجة الإجمالية
| أنغولا                                                                   | 7–1   | إسواتيني    |
| ------------------------------------------------------------------------ | ----- | ----------- |
| فيسنتي 18' · جوني 26' · أنتونيو 29'، 72' · لوكولي 35'، 88' · كوفيليا 85' | تقرير | دلاميني 79' |

فازت أنغولا 8–1 بالنتيجة الإجمالية
| جنوب إفريقيا | 1–0   | ليسوتو |
| ------------ | ----- | ------ |
| بارتلت 48'   | تقرير |        |

فازت جنوب أفريقيا 3–0 بالنتيجة الإجمالية
| موزمبيق            | 2–1   | السودان   |
| ------------------ | ----- | --------- |
| تيكو-تيكو 39'، 79' | تقرير | الفكي 66' |

النتيجة الإجمالية 2–2، فاز السودان بفضل قانون الأهداف خارج الديار

## المجموعة ج
| الفريق الأول           | إجم. | الفريق الثاني | مباراة الذهاب | مباراة الإياب |
| ---------------------- | ---- | ------------- | ------------- | ------------- |
| ساو تومي وبرينسيب      | 2–4  | سيراليون      | 2–0           | 0–4           |
| جمهورية إفريقيا الوسطى | 1–4  | زيمبابوي      | 0–1           | 1–3           |
| رواندا                 | 2–4  | ساحل العاج    | 2–2           | 0–2           |
| غينيا الاستوائية       | 2–5  | الكونغو       | 1–3           | 1–2           |
| ليبيا                  | 4–3  | مالي          | 3–0           | 1–3           |

### مباراة الذهاب
| ساو تومي وبرينسيب     | 2–0   | سيراليون |
| --------------------- | ----- | -------- |
| راموس 36' · بونتس 59' | تقرير |          |

| جمهورية إفريقيا الوسطى | 0–1   | زيمبابوي  |
| ---------------------- | ----- | --------- |
|                        | تقرير | ندلوفو 6' |

| رواندا                     | 2–2   | ساحل العاج           |
| -------------------------- | ----- | -------------------- |
| ميلي 46' · نسينغييومفا 75' | تقرير | آكاسو 45' · كيتا 82' |

| غينيا الاستوائية | 1–3   | الكونغو                          |
| ---------------- | ----- | -------------------------------- |
| إيوما 34'        | تقرير | نغوما 15' · نكيوا 29' · إيتا 64' |

| ليبيا                              | 3–0   | مالي |
| ---------------------------------- | ----- | ---- |
| المنتصر 4' · المصلي 56' · محمد 81' | تقرير |      |

### مباراة الإياب
| سيراليون                                          | 4–0   | ساو تومي وبرينسيب |
| ------------------------------------------------- | ----- | ----------------- |
| ت. مانساراي 32'، 46' · كانو 58' · ص. مانساراي 79' | تقرير |                   |

فازت سيراليون 4–2 بالنتيجة الإجمالية
| زيمبابوي                              | 3–1   | جمهورية إفريقيا الوسطى |
| ------------------------------------- | ----- | ---------------------- |
| نكوبي 20' · ندلوفو 35' · جوكوليلي 87' | تقرير | دجيم 39'               |

فازت زيمبابوي 4–1 بالنتيجة الإجمالية
| ساحل العاج        | 2–0   | رواندا |
| ----------------- | ----- | ------ |
| باكايوكو 35'، 66' | تقرير |        |

فازت ساحل العاج 4–2 بالنتيجة الإجمالية
| الكونغو                    | 2–1   | غينيا الاستوائية |
| -------------------------- | ----- | ---------------- |
| موييبوابيكا 7' · ليباي 81' | تقرير | مبا 67'          |

فازت الكونغو 5–2 بالنتيجة الإجمالية
| مالي                        | 3–1   | ليبيا       |
| --------------------------- | ----- | ----------- |
| تراوريه 47'، 78' · ديسا 80' | تقرير | بوشعالة 45' |

فازت ليبيا 4–3 بالنتيجة الإجمالية

## المجموعة د
| الفريق الأول | إجم. | الفريق الثاني               | مباراة الذهاب | مباراة الإياب |
| ------------ | ---- | --------------------------- | ------------- | ------------- |
| جيبوتي       | 2–10 | جمهورية الكونغو الديمقراطية | 1–1           | 1–9           |
| سيشل         | 1–4  | ناميبيا                     | 1–1           | 0–3           |
| إرتريا       | 0–4  | نيجيريا                     | 0–0           | 0-4           |
| الصومال      | 0–6  | الكاميرون                   | 0–3           | 0–3           |
| موريشيوس     | 2–6  | مصر                         | 0–2           | 2–4           |

### مباراة الذهاب
| جيبوتي     | 1–1   | جمهورية الكونغو الديمقراطية |
| ---------- | ----- | --------------------------- |
| خايريه 39' | تقرير | يمويني 82'                  |

| سيشل       | 1–1   | ناميبيا    |
| ---------- | ----- | ---------- |
| زيالور 28' | تقرير | شيفوتي 20' |

| إرتريا | 0–0   | نيجيريا |
| ------ | ----- | ------- |
|        | تقرير |         |

| الصومال | 0–3   | الكاميرون                       |
| ------- | ----- | ------------------------------- |
|         | تقرير | مبوما 26' · فويه 31' · إيتو 37' |

| موريشيوس | 0–2   | مصر                   |
| -------- | ----- | --------------------- |
|          | تقرير | عمارة 15' · فاروق 75' |

### مباراة الإياب
| جمهورية الكونغو الديمقراطية                                                           | 9–1   | جيبوتي     |
| ------------------------------------------------------------------------------------- | ----- | ---------- |
| ماييلي 1'، 67' · يمويني 25'، 59'، 88' · نوندا 33'، 35' · مازينغو-دينزي 52' · مبيا 78' | تقرير | روبليه 29' |

فازت جمهورية الكونغو الديمقراطية 10–2 بالنتيجة الإجمالية
| ناميبيا              | 3–0   | سيشل |
| -------------------- | ----- | ---- |
| تجيكوزو 7'، 13'، 79' | تقرير |      |

فازت ناميبيا 4–1 بالنتيجة الإجمالية
| نيجيريا                                           | 4–0   | إرتريا |
| ------------------------------------------------- | ----- | ------ |
| أكويغبو 13' · لاوال 20' · أكبوبوري 65' · كانو 89' | تقرير |        |

فازت نيجيريا 4–0 بالنتيجة الإجمالية
| الكاميرون                      | 3–0   | الصومال |
| ------------------------------ | ----- | ------- |
| جاما مبا 15'، 27' · أولمبي 48' | تقرير |         |

فازت الكاميرون 6–0 بالنتيجة الإجمالية
| مصر                                          | 4–2   | موريشيوس                   |
| -------------------------------------------- | ----- | -------------------------- |
| كمونة 5' (ركلة.) · فاروق 72'، 74' · صلاح 90' | تقرير | بيرياتامبيه 45' · باكس 88' |

فازت مصر 6–2 بالنتيجة الإجمالية

## المجموعة ر
| الفريق الأول | إجم. | الفريق الثاني | مباراة الذهاب | مباراة الإياب |
| ------------ | ---- | ------------- | ------------- | ------------- |
| مالاوي       | 2–0  | كينيا         | 2–0           | 0–0           |
| تنزانيا      | 2–4  | غانا          | 0–1           | 2–3           |
| أوغندا       | 4–7  | غينيا         | 4–4           | 0–3           |
| إثيوبيا      | 2–4  | بوركينا فاسو  | 2–1           | 0–3           |
| تشاد         | 0–1  | ليبيريا       | 0–1           | 0–0           |

### مباراة الذهاب
| مالاوي                   | 2–0   | كينيا |
| ------------------------ | ----- | ----- |
| سومانجي 53' · نكوازي 88' | تقرير |       |

| تنزانيا | 0–1   | غانا      |
| ------- | ----- | --------- |
|         | تقرير | كوفور 21' |

| أوغندا                                              | 4–4   | غينيا                                  |
| --------------------------------------------------- | ----- | -------------------------------------- |
| موبيرو 59' · موسيسي 73' · تابولا 77' · كيامبادي 89' | تقرير | تيام 24' · يولا 55'، 83' · فيندونو 88' |

| إثيوبيا                     | 2–1   | بوركينا فاسو |
| --------------------------- | ----- | ------------ |
| ألاميراو 48' · غيتاتشيو 64' | تقرير | توريه 81'    |

| تشاد | 0–1   | ليبيريا   |
| ---- | ----- | --------- |
|      | تقرير | سيبوي 44' |

### مباراة الإياب
| كينيا | 0–0   | مالاوي |
| ----- | ----- | ------ |
|       | تقرير |        |

فازت مالاوي 2–0 بالنتيجة الإجمالية
| غانا                              | 3–2   | تنزانيا                 |
| --------------------------------- | ----- | ----------------------- |
| كوفور 19' · أهينفول 28' · أدو 64' | تقرير | لونغو 44' · أبوبكري 54' |

فازت غانا 4–2 بالنتيجة الإجمالية
| غينيا                         | 3–0   | أوغندا |
| ----------------------------- | ----- | ------ |
| كامارا 47' · فيندونو 70'، 74' | تقرير |        |

فازت غينيا 7–4 بالنتيجة الإجمالية
| بوركينا فاسو                         | 3–0   | إثيوبيا |
| ------------------------------------ | ----- | ------- |
| زونغو 3'، 37' (ركلة.) · عمر بارو 10' | تقرير |         |

فازت بوركينا فاسو 4–2 بالنتيجة الإجمالية
| ليبيريا | 0–0   | تشاد |
| ------- | ----- | ---- |
|         | تقرير |      |

فازت ليبيريا 1–0 بالنتيجة الإجمالية

## روابط خارجية
- FIFA.com[وصلة مكسورة]
- صفحة RSSSF